# Edithea schiblii
Edithea schiblii là một loài thực vật có hoa trong họ Thiến thảo. Loài này được Borhidi, Saynes & K.Velasco mô tả khoa học đầu tiên năm 2005.